# 伯希和

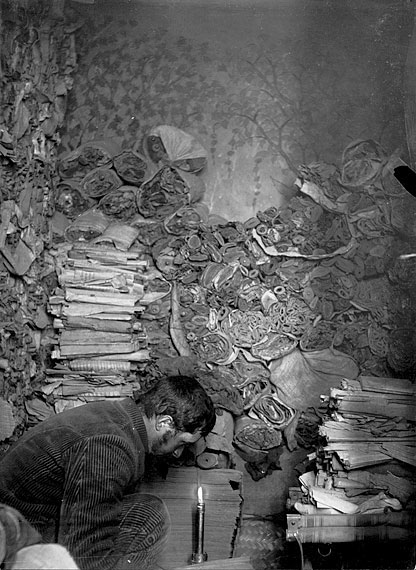
伯希和在敦煌莫高窟藏经洞内拣选文书

保羅·欧仁·佩利奥（法語：Paul Eugène Pelliot，1878年5月28日—1945年10月26日），漢名伯希和，字履中，法国语言学家、汉学家、探险家。1908年前往中国敦煌石窟探险，购买了大批敦煌文物运往法国，今藏法国国家图书馆老馆。伯希和精通多国语言：英语、德语、俄语、汉语、波斯语、藏语、阿拉伯语、越南语、蒙古语、土耳其语、吐火罗语等。

## 生平
- 1878年5月28日出生于巴黎。曾就读巴黎斯坦尼斯学院。毕业后师从汉学家沙畹和印度学家 西爾萬·萊維。
- 1900年初伯希和被派往位于法属印度支那河内的法国远东学院工作。同年二月他被派往北京为学院的图书馆搜集中文书籍。在北京，他遇上义和团运动，并被困在外国公使馆。被困期间伯希和对义和团发动了两次突袭：一次夺取了义和团的旗帜，另一次为那些被围困的人获得了新鲜水果。他的勇敢使他获得了法国荣誉军团勋章。
- 1901年伯希和22岁，返回河内，成为远东学院的汉学教授。同年第二次到中国考察，为远东学院带回大批汉、蒙、藏文书籍和艺术品。
- 1902年伯希和第三次到中国考察，收罗大批书籍和雕刻艺术品。
- 1903年伯希和将元周达观著《真腊风土记》翻译成法文并加注释在巴黎出版。
- 1904年离越南回国。同年在巴黎发表《交广印度两道考》。
- 1906年6月15日，伯希和与军医Louis Vaillant和摄影师Charles Nouette一起从巴黎出发前往中亚探险。3人乘火车经莫斯科和塔什干进入了中国的领地新疆。探险队8月末到达喀什，在俄罗斯总领事馆逗留了一阵子。中国的官员对伯希和流畅的中文感到吃惊，并为探险队提供了各种各样的方便。探险队离开喀什，第一站到达了图木舒克村，然后前往库车。
- 1907年探险队在库车发现了用婆罗米文书写的久已失传语言的文件。这些失传语言后来被伯希和的老师烈维译解为乙种吐火罗语。探险队在同年9月先行到达乌鲁木齐，伯希和到焉耆调查，10月抵达乌鲁木齐。伯希和在乌鲁木齐获得澜国公赠送的沙州千佛洞写本一卷。
- 1908年2月，为了查阅敦煌出土的《法华经》古抄本，探险队到达敦煌。英国的探险家斯坦因在前一年（即1907年）已经从敦煌的莫高窟约七千余卷古文书。伯希和与保护莫高窟的王圆箓谈判进入藏经洞的事项。在这里伯希和流畅的汉语又一次发挥了作用。伯希和经过3周调查了藏经洞的文件，并选出最有价值的文件约二千余卷。伯希和与王道人谈判，计划重建莫高窟的王道人最后同意以500两官銀（约90英镑）的价钱把这些文物卖给伯希和。因为斯坦因不懂中文，他带走的文件中有很多没有价值的东西，相反通晓包括中文在内的13国语言的伯希和选出的文件全都是绝品，其中也包括新发现的唐代新罗僧人慧超所著的《往五天竺国传》、景教的《三威蒙度讚》。同年伯希和在《法兰西远东学院学报》发表《敦煌藏经洞访问记》。
- 1909年，伯希和在北京向直隶总督端方和一些学者如罗振玉、王国维等出示了几本敦煌珍本，这立即引起中国学界的注意。伯希和发表《中国艺术和考古新视野》向欧洲介绍罗振玉、王国维的研究成果。
- 探险队一行于1909年10月24日回到巴黎。不过伯希和意外地受到了远东学院同事们激烈的指责，说探险队浪费公款并带回了伪造的文件。他们认为英国的斯坦因已经拿走了敦煌所有的文献。后来斯坦因于1912年出版了《探险旅行记》，宣布还有大量的文件被留在敦煌，对伯希和的疑惑才消释。此后，伯希和发表了《敦煌千佛洞》等多部论文，对汉学带来很大的影响。
- 1911年—1913年伯希和和沙畹合著《摩尼教流行中国考》。
- 1921年5月当选为法兰西文学院（金石美文）院士。
- 1923年任《通报》主编。
- 1928年在《通报》[讣告]（nécrologie）一栏发表《王国维Wang Kouo-wei》,悼念王国维逝世。（1927年6月2日，王国维自杀）。（T'oung Pao Vol. 26, No. 1, 1928, pp. 70-72 ）
- 1933年发表长篇论文《十五世纪初年中国人的伟大航海旅行》。
- 1934年发表《吐火罗语与库车语》
- 1935年12月任法國亞洲協會主席。
- 1939年当选为中国中央研究院通讯院士。

第一次世界大战中伯希和作为法国武官在北京逗留，1945年10月26日在巴黎死于癌症。有人评价说：“如果没有伯希和，汉学将成为孤儿”。巴黎的集美博物馆有一个画廊以伯希和命名，伯希和收集的很多文献被法国国立图书馆保存。
伯希和著有大量汉学专著，其中《十五世纪初年中国人的伟大航海旅行》、《交广印度两道考》、《四天子说》、《支那名称之起源》、《玄奘沙州伊吾间之行程》、《魏略西戎传中之贤督同汜复》、《中国载籍中之梵衍那》、《库车阿克苏乌什之古名》、《高昌和州火州哈喇和卓考》、《吐谷浑为蒙古语系人种说》、《犁靬为埃及亚历山大城说》等书有冯承钧翻译本。

## 伯希和著作
| - 《伯希和西域探险记》(法)伯希和等著 耿昇译 云南人民出版社 2001 ISBN 7-222-03187-1 - 《敦煌遗书》 - 《蒙古与教廷》(法)伯希和撰 冯承钧译 中华书局 1994 ISBN 7-101-01119-5 - 《卡尔梅克史评注》 （法）伯希和 耿昇译 中华书局 1994 ISBN 7-101-01192-6 - 《真腊风土记》元周达观著 伯希和译 - 《吐火罗语考》 (法)伯希和，列维著 冯承钧译 中华书局 2004 ISBN 7-101-04083-7 - 《中国印刷术之起源》 - 《十五世纪初年中国人的伟大航海上旅行》 - 《诸蕃志译注》 - 《交广印度两道考》 - 《西域南海史地考证译丛》 - 《摩尼教流行中国考》（法） 沙畹，伯希和著 冯承钧译 - 《中古时代中亚细亚及中国之基督教》 - 《吐鲁番之路》 - 《蒙古秘史》 - 《论马可波罗》 - 《哈剌火州考》 - 《四天子说》伯希和著 冯承钧译 - 《支那名称之起源》伯希和著 冯承钧译 - 《玄奘沙州伊吾间之行程》伯希和著 冯承钧译 - 《魏略西戎传中之贤督同汜复》伯希和著 冯承钧译 - 《中国载籍中之梵衍那》伯希和著 冯承钧译 - 《库车阿克苏乌什之古名》伯希和著 冯承钧译 - 《高昌和州火州哈喇和卓考》 伯希和著 冯承钧译 - 《吐谷浑为蒙古语系人种说》 伯希和著 冯承钧译 - 《犁靬为埃及亚历山大城说》伯希和著 冯承钧译 - 《沙州都督府图经及蒲昌海之康居聚落》 - 《中国干漆造像考》 伯希和著 冯承钧译 - 《景教碑中叙利亚文之长安洛阳》伯希和著 冯承钧译 - 《汉译突厥名称之起源》伯希和著 冯承钧译 - 《塞语中之若干西域地名》伯希和著 冯承钧译 |

## 外部連結
- 伯希和（页面存档备份，存于）
- Video Paul Pelliot（页面存档备份，存于）